# Universität Bihać

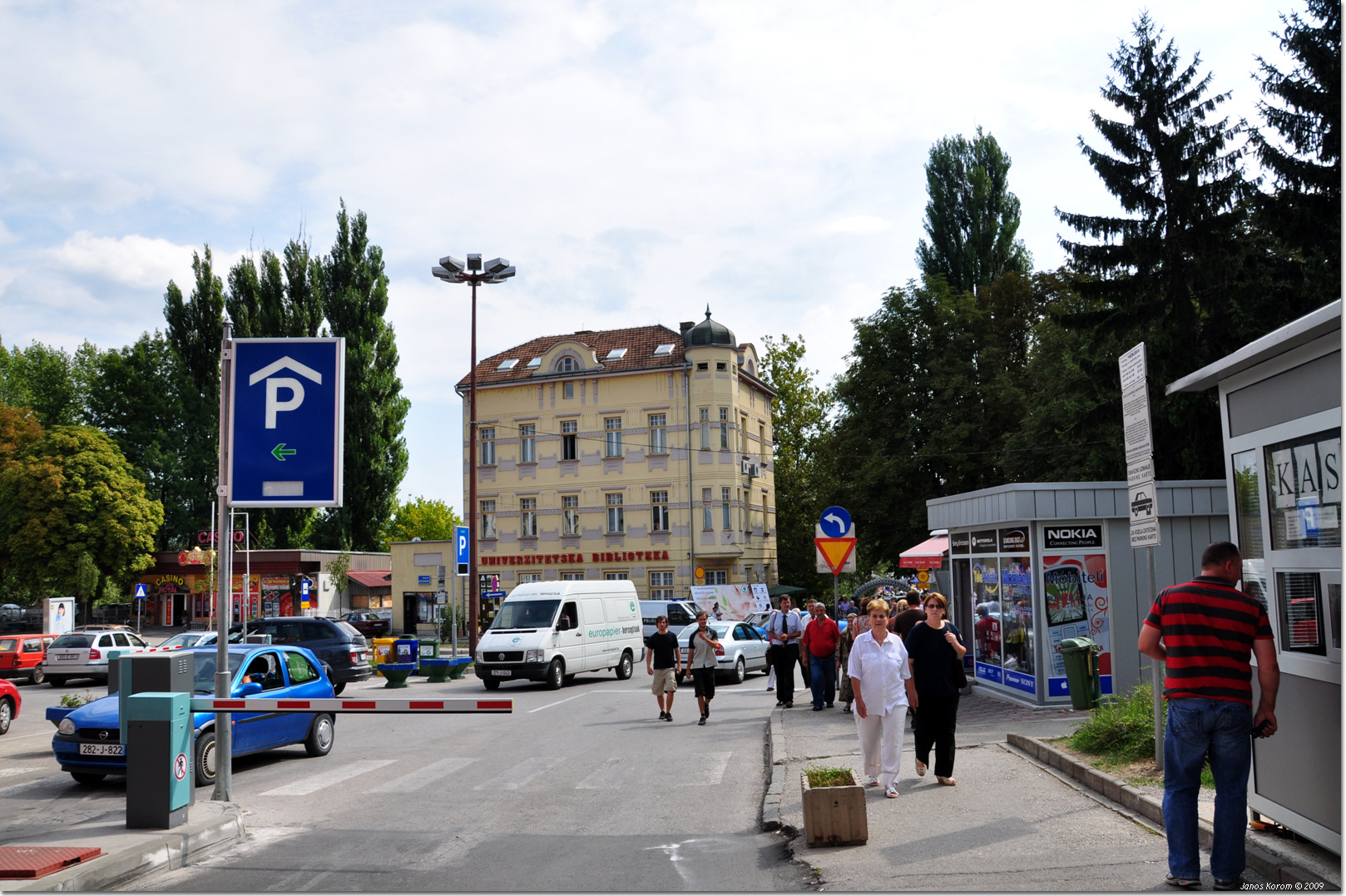
Universitäts-Bibliothek

Die Universität Bihać ist eine Hochschule in Bihać (Bosnien und Herzegowina) und wurde am 28. Juli 1997 gegründet. 
Ihre Ursprünge gehen auf die Einrichtung von Ingenieurschulen in den 1970er Jahren zurück. Es gibt  Fakultäten für Biotechnologie, Wirtschaftswissenschaft, Pädagogik, Rechtswissenschaft, Ingenieurwissenschaften, Pflegewissenschaft sowie eine islamische Fakultät für Erziehungswissenschaft (Stand: 2009). Im Studienjahr 2007/2008 waren 4881 Studenten immatrikuliert.
Die Universität ist Mitglied der European University Association. Seit 2006/2007 werden die Studiengänge an die Regeln des Bologna-Prozesses angepasst. 